# Draupnerplatform
Het Draupnerplatform is een productieplatform voor de winning van aardgas in de Noordzee, bestaande uit de Draupner S- en E-platforms. Het bevindt zich in het Noorse Noordzeeblok 16/11, 160 kilometer (99 mijl) voor de kust van Noorwegen. Het complex is eigendom van Gassled en wordt geëxploiteerd door Gassco. De technische dienstverlener is Equinor.
Het Draupnerplatform is een belangrijk knooppunt voor het monitoren van de druk, het volume en de kwaliteit van gasstromen in de Noorse offshore-gaspijpleidingen. Draupner S werd in 1984 geïnstalleerd als onderdeel van het Statpipe-systeem. Het verbindt de Statpipe-lijnen van Heimdal en Kårstø voor verdere overbrenging naar het Ekofisk-olieveld. In april 1985 werd het eerste gas via het platform overgebracht. Draupner E werd in 1994 geïnstalleerd als onderdeel van de Europipe I-pijpleiding. Europipe I, Franpipe en Zeepipe II B zijn aangesloten op Draupner E, terwijl Statpipe en Zeepipe I zijn aangesloten op Draupner S.

## Monstergolf uit 1995
Het platform werd gebouwd met een uitgebreide reeks instrumenten om de golven en de beweging van de pijlers en funderingen te volgen. Op 1 januari 1995 detecteerde een laserafstandsmeter de eerste door instrumenten geregistreerde monstergolf, die bekend werd als de Draupnergolf.